# Kanton Maël-Carhaix
Kanton Maël-Carhaix (fr. Canton de Maël-Carhaix) je francouzský kanton v departementu Côtes-d'Armor v regionu Bretaň. Tvoří ho osm obcí.

## Obce kantonu
- Locarn
- Maël-Carhaix
- Le Moustoir
- Paule
- Plévin
- Trébrivan
- Treffrin
- Tréogan